# Джаз-ф'южн (музичний жанр)
Ф'южн (від англ. fusion — злиття) — напрям у рок-музиці, що виник на ґрунті джаз-року в 1970-х роках і є синтезом музики року та джазової імпровізації.
Ф'южн-музика зазвичай інструментальна, часто зі складними тактовими розмірами, ритмом і подовженими композиціями, що містять імпровізації. Багато видатних ф'южн-музикантів вирізняються високим рівнем техніки, що поєднується зі складними композиціями і музичними імпровізаціями в тактових розмірах, що рідко зустрічаються в інших західних музичних формах.
Термін ф'южн використовується також для позначення змішання різних стилів. Виникнення нових типів ф'южн сприяє поширенню музичних культур різних країн світу.
Американський джазовий трубач Майлз Девіс справив великий вплив на розвиток цього напряму, був фактично його основоположником. Він уперше в середині 1960-х почав використовувати електронні інструменти та ритми року у джазових імпровізаціях. Серед представників ф'южн-музикантів — Джон Маклафлін (гітара), Орнетт Коулман (саксофон), Жан-Люк Понті (скрипка), Стів Кларк (бас-гітара), Гербі Генкок (клавішні інструменти), Д. Пасторіус, Біллі Кобем (ударні), Чик Коріа, ансамблі Weather Report, The Mahavishnu Orchestra та інші:395. 